# 29647 Poncelet
A 29647 Poncelet (ideiglenes jelöléssel 1998 WY) a Naprendszer kisbolygóövében található aszteroida. Paul G. Comba fedezte fel 1998. november 17-én.
A kisbolygót Jean-Victor Poncelet (1788–1867) francia matematikus-geométerről nevezték el.